# Premio Hammett
De Premio Hammett is een Spaanse literatuurprijs, die jaarlijks wordt verleend voor de beste Spaanstalige misdaadroman.

## Beschrijving
De Premio Hammet (niet te verwarren met de Noord-Amerikaanse Hammett Prize) wordt sinds 1988 elk jaar toegekend door de Asociación Internacional de Escritores Policíacos (AIEP), de internationale vereniging van auteurs van misdaadromans. De prijs kan aan meerdere auteurs worden verleend. De uitreiking vindt plaats tijdens de Semana Negra (Spaans voor "zwarte week"), een literatuurfestival dat 's zomers wordt gehouden in de Spaanse stad Gijón. De Premio Hammet is genoemd naar de Amerikaanse misdaadauteur Dashiell Hammett (1894-1961), die als een van de pioniers van het genre geldt.

## Winnaars
| Jaar | Winnaar                                       | Land              | Boek                       |
| ---- | --------------------------------------------- | ----------------- | -------------------------- |
| 1988 | Paco Ignacio Taibo II                         | Spanje/Mexico     | La vida misma              |
| 1989 | Andreu Martín                                 | Spanje            | Barcelona Connection       |
| 1990 | Sergio Ramírez                                | Nicaragua         | Castigo divino             |
| 1991 | Paco Ignacio Taibo II                         | Spanje/Mexico     | Cuatro manos               |
| 1992 | Daniel Chavarría                              | Uruguay/Cuba      | Allá ellos                 |
| 1993 | Andreu Martín                                 | Spanje            | El hombre de la navaja     |
| 1994 | Paco Ignacio Taibo II                         | Spanje/Mexico     | La bicicleta de Leonardo   |
| 1995 | Rolo Díez                                     | Argentinië/Mexico | Luna de escarlata          |
| 1996 | Juan Damonte                                  | Argentinië        | Chau papá                  |
| 1997 | Javier Azpeitia                               | Spanje            | Hipnos                     |
| 1997 | Juan Hernández Luna                           | Mexico            | Tabaco para el puma        |
| 1998 | Leonardo Padura                               | Cuba              | Paisaje de otoño           |
| 1999 | Justo E. Vasco                                | Cuba              | Mirando espero             |
| 2000 | Jorge Franco Ramos                            | Colombia          | Rosario Tijeras            |
| 2001 | Andreu Martín                                 | Spanje            | Bellísimas personas        |
| 2002 | José Carlos Somoza                            | Spanje            | Clara y la penumbra        |
| 2003 | Francisco González Ledesma                    | Spanje            | El pecado o algo parecido  |
| 2003 | José Latour                                   | Cuba              | Mundos sucios              |
| 2004 | Rolo Díez                                     | Argentinië/Mexico | Papel picado               |
| 2005 | Raúl Argemí                                   | Argentinië        | Penúltimo nombre de guerra |
| 2005 | Rafael Ramírez Heredia                        | Mexico            | La Mara                    |
| 2006 | Leonardo Padura                               | Cuba              | La Neblina del ayer        |
| 2007 | Juan Hernández Luna                           | Mexico            | Cadáver de ciudad          |
| 2008 | Juan Ramón Biedma                             | Spanje            | El imán y la brújula       |
| 2008 | Leonardo Oyola                                | Argentinië        | Chamamé                    |
| 2009 | David Torres                                  | Spanje            | Niños de tiza              |
| 2009 | Guillermo Saccomano                           | Argentinië        | 77                         |
| 2010 | Guillermo Orsi                                | Argentinië        | Nadie ama a un policía     |
| 2011 | Ricardo Piglia                                | Argentinië        | Blanco nocturno            |
| 2012 | Cristina Fallarás                             | Spanje            | Las niñas perdidas         |
| 2013 | Guillermo Saccomano                           | Argentinië        | Cámara Gesell              |
| 2014 | Alexis Ravelo                                 | Spanje            | La estrategia del pequinés |
| 2014 | Mención especial: Rosa Ribas y Sabine Hofmann | Spanje Duitsland  | Don de lenguas             |
| 2015 | Carlos Zanón                                  | Spanje            | Yo fui Johnny Thunders     |
| 2016 | Marcelo Luján                                 | Argentinië        | Subsuelo                   |
| 2017 | David Llorente                                | Spanje            | Madrid:frontera            |